# Mullen (Nebraska)
Mullen település az Amerikai Egyesült Államok Nebraska államában, Hooker megyében, melynek megyeszékhelye is. Lakosainak száma 500 fő (2020. április 1.).

## Népesség
A település népességének változása:

| 2010 | 509 |
| 2020 | 500 |